# Homecoming (tradycja)

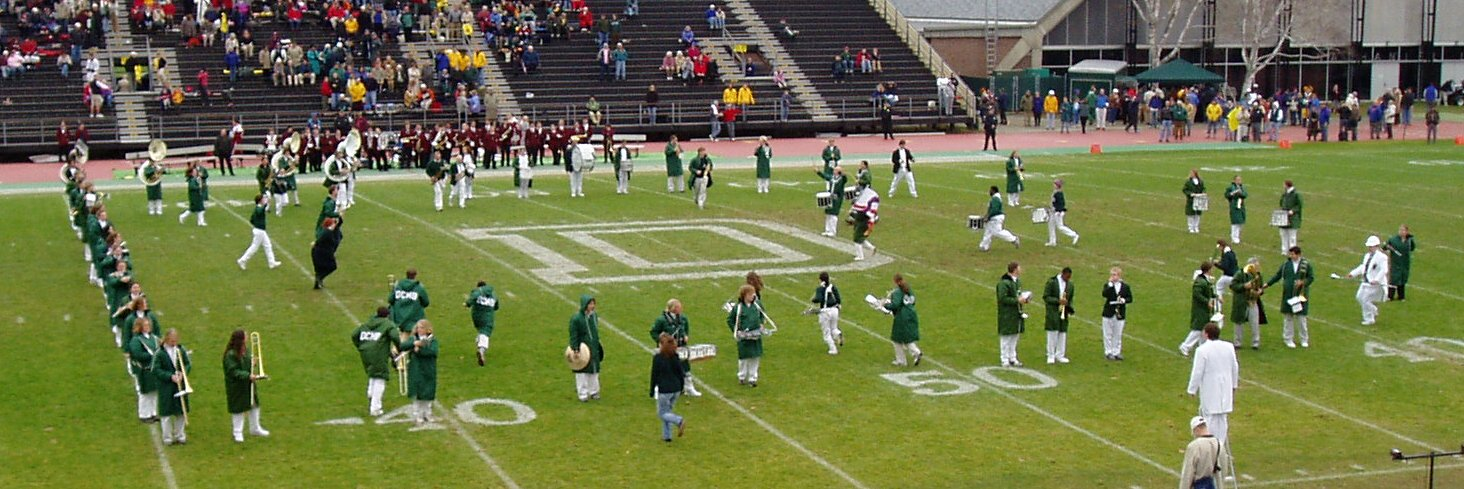
Orkiestra marszowa Dartmouth College, w połowie meczu futbolowego w trakcie homecoming 2004

Homecoming (ang. powrót do domu) – coroczna tradycja w Stanach Zjednoczonych Ameryki. Mieszkańcy miast, społeczność szkolna, członkowie organizacji spotykają się (zwykle pod koniec września lub w październiku), by powitać w rodzinnym mieście czy szkole absolwentów lub tych, którzy się wyprowadzili. Spotkanie zorganizowane jest wokół centralnego wydarzenia jakim może być parada, bankiet, czy też mecz futbolu amerykańskiego, koszykówki czy hokeja.
Pierwsze takie spotkanie odbyło się na Uniwersytecie Missouri w 1911.
Uroczystości w szkołach i na uniwersytetach oprócz głównej atrakcji obejmują paradę z udziałem szkolnej orkiestry, koronację „Królowej”, a w niektórych również „Króla”.